# Michael Spindler
Pour les articles homonymes, voir Spindler.
Michael Spindler (né le 22 décembre 1942 à Berlin en Allemagne et décédé le 5 septembre 2016 à Mougins,) fut le PDG d'Apple de 1993 à 1996.
Il habitait en France, à Louveciennes (Yvelines), pendant sa présidence européenne d'Apple Inc.